# Dirck Dircksz. van Santvoort

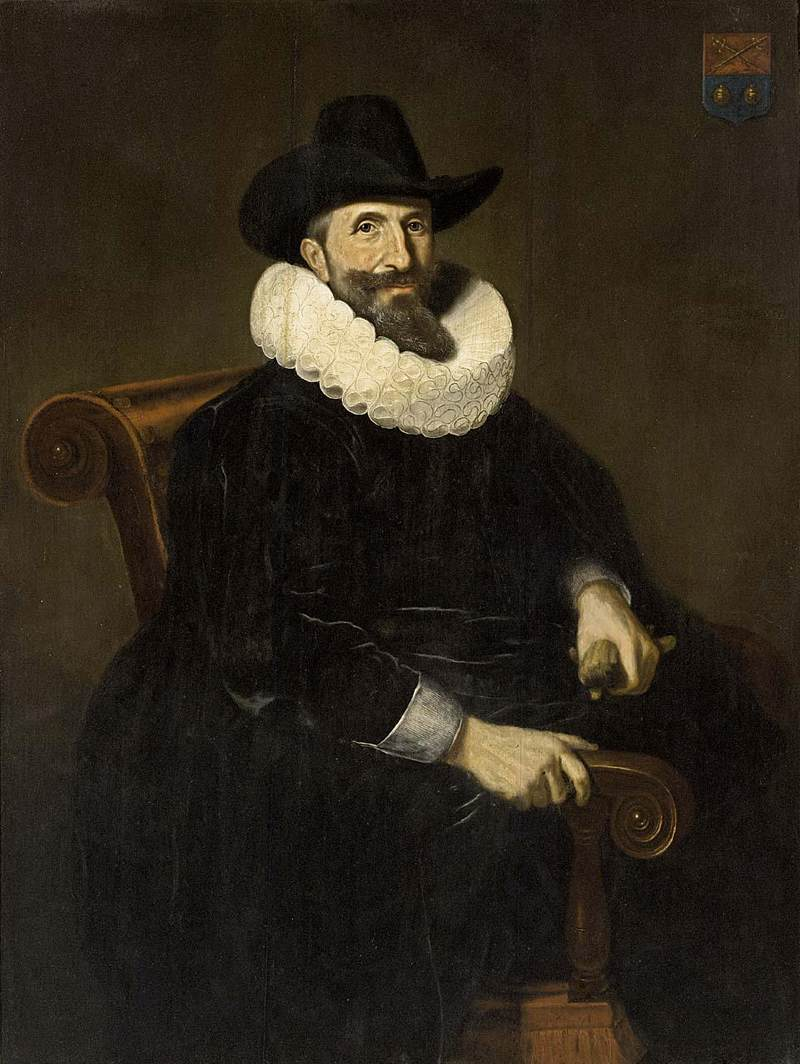
Portret van Elias van Collen, 1643, privécollectie

Dirck Dircksz. van Santvoort (Amsterdam, 1610 - aldaar, 1680) was een Nederlands kunstschilder uit de Gouden Eeuw. Hij vervaardigde voornamelijk portretten.
Van Santvoort was een zoon van Dirck Pietersz. Bontepaert en Truytgen Pietersdr.; Dirck en zijn broers namen de naam (Van) Santvoort aan.
Van moederskant was hij een kleinzoon van Pieter Pietersz. en een achterkleinzoon van Pieter Aertsen. Zijn oudere broer Pieter was landschapsschilder. Vermoedelijk was predikant en graveur Abraham Dircksz van Santvoort een andere broer van hem. Hun vader was ook schilder en mogelijk was hij de eerste leermeester van Dirck en Pieter. Werk van diens hand is niet bewaard gebleven.
Het RKD vermeldt het gegeven dat Dirck van Santvoort tweemaal getrouwd is geweest. Bij zijn eerste vrouw zou hij een zoon (of zelfs twee) met de naam Rembrandt hebben gehad. Onbekend is of hij zelf associaties had met deze schilder, maar zijn werk vertoont wel diens invloed.
Dirck Dircksz. ontwikkelde zich tot een vooraanstaand schilder van (kinder)portretten. Hij vervaardigde vele werken, hoewel zijn actieve periode slechts zo'n tien jaar besloeg. Van na 1645 zijn geen werken meer van hem bekend.
De schilder werd op 9 maart 1680 in Amsterdam begraven.